# Skattfynd

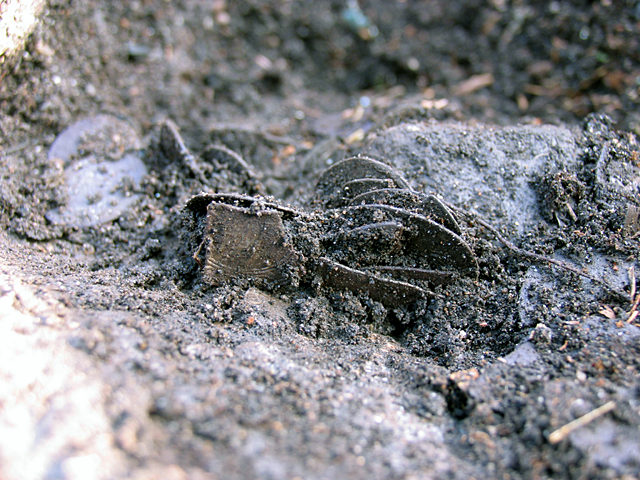
Sundvedaskatten under utgrävning 2008.

Skattfynd är en arkeologisk benämning på depåfynd av gömda dyrbarheter från äldre tid, exempelvis från vikingatiden.
Skatten kan bestå av silvermynt, ädelmetaller och smycken. De har gömts och ofta grävts ner i jorden eller lagts i gravar. Meningen var i regel att skatten senare skulle tas upp igen. Gotland har varit särskilt rik på skattfynd. Det största skattfyndet någonsin i Sverige var Loheskatten som 1743 gömdes och 1937 hittades av några byggnadsarbetare i ett hus i Gamla stan med adress Lilla Nygatan 5. Skatten vägde hela 200 kg och värderas idag till omkring 75 miljoner kronor.

## Anmälningsplikt och hittelön
Fornfynd - alltså ett föremål från tiden före 1850 som saknar ägare - skall alltid anmälas till Länsstyrelsen när de påträffas inom fornlämning. Även fynd från andra platser skall i många fall anmälas då det, exempelvis för fynd av ädelmetall, råder Hembudsplikt - upphittaren är då skyldig att erbjuda staten att lösa in dessa. Idag gäller Lag (1988:950) om kulturminnen m.m., där 16 § under "Inlösen och hittelön vid fornfynd" lyder: "Vid inlösen av fornfynd som enligt 4 § är hembudspliktigt skall ersättning utgå med ett belopp som är skäligt med hänsyn till fyndets beskaffenhet, för föremål av ädelmetall dock minst motsvarande metallvärdet efter vikt, uppräknat med en åttondel. För fornfynd får även särskild hittelön lämnas. Frågor om inlösen, ersättning och hittelön prövas av Riksantikvarieämbetet."